# Treinador Sul-Americano do Ano
O Treinador Sul-Americano do Ano é um prêmio de futebol da América do Sul que é dado ao melhor treinador por clube ou por seleção nacional. O prêmio é realizado desde 1986 pelo jornal uruguaio "El País".

## Premiados

### Por ano
| Ano  | Técnico               | Clube/Seleção           | Nacionalidade |
| ---- | --------------------- | ----------------------- | ------------- |
| 1986 | Carlos Bilardo        | Argentina               | Argentina     |
| 1987 | Carlos Bilardo        | Argentina               | Argentina     |
| 1988 | Roberto Fleitas       | Nacional (URU)          | Uruguai       |
| 1989 | Sebastião Lazaroni    | Brasil                  | Brasil        |
| 1990 | Luis Cubilla          | Olimpia (PAR)           | Uruguai       |
| 1991 | Alfio Basile          | Argentina               | Argentina     |
| 1992 | Telê Santana          | São Paulo FC (BRA)      | Brasil        |
| 1993 | Francisco Maturana    | Colômbia                | Colômbia      |
| 1994 | Carlos Bianchi        | Vélez Sársfield (ARG)   | Argentina     |
| 1995 | Héctor Nuñez          | Uruguai                 | Uruguai       |
| 1996 | Hernán Darío Gómez    | Colômbia                | Colômbia      |
| 1997 | Daniel Passarella     | Argentina               | Argentina     |
| 1998 | Carlos Bianchi        | Boca Juniors (ARG)      | Argentina     |
| 1999 | Luiz Felipe Scolari   | Palmeiras (BRA)         | Brasil        |
| 2000 | Carlos Bianchi        | Boca Juniors (ARG)      | Argentina     |
| 2001 | Carlos Bianchi        | Boca Juniors (ARG)      | Argentina     |
| 2002 | Luiz Felipe Scolari   | Brasil                  | Brasil        |
| 2003 | Carlos Bianchi        | Boca Juniors (ARG)      | Argentina     |
| 2004 | Luis Fernando Montoya | Once Caldas (COL)       | Colômbia      |
| 2005 | Anibal "Maño" Ruíz    | Paraguai                | Uruguai       |
| 2006 | Claudio Borghi        | Colo-Colo (CHI)         | Argentina     |
| 2007 | Gerardo Martino       | Paraguai                | Argentina     |
| 2008 | Edgardo Bauza         | LDU Quito (ECU)         | Argentina     |
| 2009 | Marcelo Bielsa        | Chile                   | Argentina     |
| 2010 | Óscar Tabárez         | Uruguai                 | Uruguai       |
| 2011 | Óscar Tabárez         | Uruguai                 | Uruguai       |
| 2012 | José Pékerman         | Colômbia                | Argentina     |
| 2013 | José Pékerman         | Colômbia                | Argentina     |
| 2014 | José Pékerman         | Colômbia                | Argentina     |
| 2015 | Jorge Sampaoli        | Chile                   | Argentina     |
| 2016 | Reinaldo Rueda        | Atlético Nacional (COL) | Colômbia      |
| 2017 | Tite                  | Brasil                  | Brasil        |
| 2018 | Marcelo Gallardo      | River Plate (ARG)       | Argentina     |
| 2019 | Marcelo Gallardo      | River Plate (ARG)       | Argentina     |
| 2020 | Marcelo Gallardo      | River Plate (ARG)       | Argentina     |
| 2021 | Abel Ferreira         | Palmeiras (BRA)         | Portugal      |
| 2022 | Lionel Scaloni        | Argentina               | Argentina     |
| 2023 | Fernando Diniz        | Fluminense (BRA)        | Brasil        |
| 2024 | Artur Jorge           | Botafogo (BRA)          | Portugal      |

### Títulos por país
| País      | Títulos |
| --------- | ------- |
| Argentina | 21      |
| Uruguai   | 6       |
| Brasil    | 6       |
| Colômbia  | 4       |
| Portugal  | 2       |